# Aethelred (król Mercji)
Æthelred ( /ć θ əl r ɛ d /, zm. ok. 709) – król Mercji w okresie od 675 do 704. Był synem Pendy z Mercji i wstąpił na tron w 675 roku, kiedy jego brat, Wulfhere, zmarł z powodu choroby. W ciągu roku od wstąpienia na tron najechał Kent, gdzie jego armie zniszczyły miasto Rochester. W 679 pokonał swojego szwagra, Ecgfritha z Nortumbrii, w bitwie nad rzeką Trent: bitwa była poważnym niepowodzeniem dla mieszkańców Nortumbrii i skutecznie zakończyła ich militarne zaangażowanie w sprawy angielskie na południe od Humber. Przywrócił również na stałe królestwo Lindsey w posiadanie Mercji. Jednak Æthelred nie był w stanie przywrócić dominacji swoich poprzedników w południowej Wielkiej Brytanii.
Był znany jako pobożny i pobożny król chrześcijański i dokonał wielu nadań ziemi dla kościoła. To za jego panowania Teodor, arcybiskup Canterbury, zreorganizował strukturę diecezjalną kościoła, tworząc kilka nowych biskupstw w Mercji i Nortumbrii. Æthelred zaprzyjaźnił się z biskupem Wilfrydem z Yorku, kiedy Wilfryd został wydalony ze swojej stolicy w Nortumbrii; Æthelred mianował Wilfryda biskupem Middle Angles podczas jego wygnania i wspierał go na synodzie w Austerfield około 702 r., Kiedy Wilfryd argumentował za zwrotem ziem kościelnych, których został pozbawiony w Nortumbrii.
Żona Æthelreda, Ostryt, była córką króla Oswiu, jednego z dominujących królów Nortumbrii w VII wieku. Ostryt został zamordowany w nieznanych okolicznościach w 697, a w 704 Æthelred abdykował, pozostawiając tron synowi Wulfhere'a, Coenredowi. Æthelred został mnichem w Bardney, klasztorze, który założył wraz z żoną, i tam został pochowany. Ceolred, który był synem Æthelreda (choć najwyraźniej nie przez Ostryt), został królem po Coenredzie; możliwe jest również, że Æthelred miał innego syna o imieniu Ceolwald, który przez krótki czas był królem przed panowaniem Ceolreda.

## Mercja w VII wieku

Królestwa Anglii i Walii pod koniec VII wieku

W VII wieku Anglia była prawie całkowicie podzielona na królestwa rządzone przez Anglosasów, którzy przybyli do Wielkiej Brytanii dwieście lat wcześniej. Królestwo Mercji zajmowało tereny dzisiejszej Anglii. Pochodzenie królestwa nie jest odnotowane, ale genealogie królewskie zachowane w Kronice anglosaskiej i zbiorach anglosaskich zgodnie stwierdzają, że domy królewskie wywodziły się od założyciela o imieniu Icel ; ród królewski Mercjan jest stąd znany jako Iclingas. Najwcześniejszym królem Mercjan, o którym zachowały się określone informacje historyczne, jest Penda, ojciec Æthelreda. Większe sąsiednie królestwa obejmowały Nortumbrię na północy, niedawno zjednoczoną z jej składowych królestw Bernicji, Deiry i Wschodniej Anglii na wschodzie, a także z Wesseksu i królestwa Saksonii Zachodniej na południu.
Według Historia ecclesiastica gentis Anglorum, historii kościoła angielskiego napisanej przez mnicha Bedę z VIII wieku, było siedmiu wczesnych władców anglosaskich, którzy sprawowali imperium, czyli zwierzchnictwo nad innymi królestwami. Piątym z nich był Edwin z Nortumbrii, który zginął w bitwie pod Hatfield Chase przez połączone siły, w tym Cadwallona, brytyjskiego króla Gwynedd i Pendę. Po śmierci Edwina Nortumbria na krótko rozpadła się na dwa podkrólestwa Bernicję i Deirę. W ciągu roku Oswald, siostrzeniec Edwina, zabił Cadwallona i ponownie zjednoczył królestwa, a następnie przywrócił hegemonię Nortumbrii nad południową Anglią. W 642 Penda zabił Oswalda w bitwie pod Maserfield i Nortumbria została ponownie podzielona. Syn Oswalda, Oswiu, wstąpił na tron Bernicji, a syn Osrica, Oswin, objął tron południowej części królestwa - Deiry.
W 655 roku Oswiu pokonał i zabił Pendę w bitwie pod Winwaedami. Oswiu ustanowił Peadę, syna Pendy, królem południowej Mercji i sam rządził północną połową; po zamordowaniu Peady w 656 r. Oswiu przejął bezpośrednią kontrolę nad całą Mercją. Zamach stanu w 658 r. Odrzucił zwierzchnictwo Nortumbrii i ustanowił Wulfhera królem. Po roku 670 Wulfhere stał się najpotężniejszym królem w południowej Brytanii, sprawując skuteczną hegemonię nad wszystkimi królestwami anglosaskimi z wyjątkiem Nortumbrii.
Głównym źródłem dla tego okresu jest Historia Bedy, ukończona około 731 roku. Pomimo skupienia się na historii kościoła, praca ta dostarcza również cennych informacji o wczesnych królestwach anglosaskich. W przypadku królestw Wessex i Kent Beda miał informatorów, którzy dostarczali mu szczegółów historii kościoła w każdej prowincji, ale wydaje się, że nie miał takiego kontaktu w Mercji, o której jest mniej poinformowany. Kolejnym źródłem dla tego okresu jest Kronika anglosaska, sporządzona pod koniec IX wieku w Wessex. Wydaje się, że anonimowy skryba Kroniki zawarł wiele informacji zapisanych we wcześniejszych okresach.

## Przodkowie i wczesne panowanie

Przodkowie Æthelreda

Æthelred był synem Pendy z Mercji. Królowa Pendy, Cynewise, została nazwana przez Bedę, która nie wspomina o swoich dzieciach; żadne inne żony Pendy nie są znane, więc jest prawdopodobne, ale nie pewne, że była ona matką Æthelreda. Kronika anglosaska podaje, że Penda miał pięćdziesiąt lat w 626 roku i przypisuje mu panowanie przez trzydzieści lat, ale oznaczałoby to, że Penda miał osiemdziesiąt lat w chwili jego śmierci, co jest ogólnie uważane za mało prawdopodobne, ponieważ dwóch jego synów (Wulfhere i Æthelred) byli młodzi, kiedy został zabity. Co najmniej równie prawdopodobne jest to, że Penda miał pięćdziesiąt lat w chwili śmierci, a nie w chwili wstąpienia na tron. Data urodzenia Æthelreda jest nieznana, ale Beda opisuje Wulfhere'a jako młodzieńca w momencie jego wstąpienia na tron w 658 roku, więc jest prawdopodobne, że on i Æthelred byli w tym czasie nastolatkami. Wczesne źródła nie mówią, czy Æthelred był starszy, czy młodszy od Wulfhere'a.
Nic nie wiadomo o dzieciństwie Æthelreda. Miał innego brata, Peadę, i dwie siostry, Cyneburh i Cyneswith; możliwe jest również, że Merewalh, król Magonsæte, był bratem Æthelreda.
W 674 roku, według Stephena z Ripon, Wulfhere „podburzył wszystkie narody południa przeciwko [Nortumbrii]”, ale został pokonany przez syna Oswiu - Egfryta, który zmusił go do poddania Lindsey i zapłacenia daniny. Wulfhere przeżył klęskę, ale zmarł w 675 r., prawdopodobnie z powodu choroby, a Æthelred został królem.
Pierwszy odnotowany akt panowania Æthelreda pochodzi z 676 r., Kiedy jego armie spustoszyły Kent, niszcząc Rochester, siedzibę biskupów zachodniego Kentu. Powód jego ataku nie jest odnotowany, ale jego zamiarem mogło być uniemożliwienie królowi Hlothere z Kentu odzyskanie kontroli nad Surrey, które od niedawna znajdowało się w sferze zainteresowań Mercji przez Wulfhere'a. Może być również tak, że Æthelred szukał zemsty za zabójstwo synów Eormenreda z Kentu ; morderstwa zostały zainicjowane przez Egberta I, brata Hlothere, i możliwe jest, że Æthelred był wujem zamordowanych książąt. Trzecią sugestią jest to, że królowie Essex zabiegali o inwazję w odpowiedzi na niedawne próby zdobycia dominacji nad wschodnimi Sasami przez królestwo Kent. Bez względu na powód, Hlothere został prawdopodobnie zmuszony do zaakceptowania zwierzchnictwa Æthelreda. Zniszczenia stolicy Rochester były tak wielkie, że urzędujący biskup Putta wycofał się ze swojej diecezji; jego mianowany następca, Cwichhelm, również zrezygnował ze stolicy „z powodu jej ubóstwa”.
Na początku panowania Æthelreda Teodor, arcybiskup Canterbury, rozpoczął znaczną reorganizację kościoła w Mercji. W 675 roku usunął Winfreda ze stanowiska biskupa Lichfield iw ciągu następnych czterech lat podzielił rozległą stolicę Mercjan na pięć diecezji: Leicester, Lichfield, Worcester, Dorchester i Hereford. Æthelred był pobożnym królem, „bardziej znanym ze swojego pobożnego usposobienia niż umiejętności wojennych” i przekazał kilka darów ziemi dla rozwijającego się kościoła, m.in. ziemie w Tetbury, Long Newnton i Somerford Keynes. Istnieje również tradycja, zgodnie z którą Æthelred był związany z założeniem opactwa Abingdon w południowym hrabstwie Oxfordshire.

## Stosunki z Nortumbrią
Mercja była w konflikcie z Nortumbrią od co najmniej 633 roku, kiedy Penda z Mercji pokonał i zabił Edwina z Nortumbrii w bitwie pod Hatfield Chase. Jednak między dwoma królestwami istniały małżeństwa dyplomatyczne: siostra Æthelreda, Cyneburh, poślubiła Alfrida, syna Oswiu z Nortumbrii, a zarówno Æthelred, jak i jego brat Peada poślubili córki Oswiu. Małżeństwo Cyneburh z Alfridem miało miejsce na krótko po roku 650, a małżeństwo Peady z Ealhflædem nastąpiło wkrótce potem; Data zawarcia małżeństwa Æthelreda z Ostryt jest nieznana, ale musiało to nastąpić przed 679 rokiem, ponieważ Beda wspomina o tym, opisując bitwę nad Trentem, która miała miejsce w tym roku.

Beda nie wspomina o przyczynie bitwy, mówiąc po prostu, że miała ona miejsce w dziewiątym roku panowania Egfryta. Ma więcej informacji na temat wyniku. Ælfwine, młody podkról Deiry, został zabity; Ælfwine był bratem Ostryt i Egfryta i był bardzo lubiany zarówno w Mercji, jak i Nortumbrii od czasu małżeństwa Æthelreda z Ostryt. Według Bedy, jego śmierć groziła dalszym konfliktem między dwoma królestwami, ale interweniował Teodor, arcybiskup Canterbury:
Teodor, umiłowany przez Boga, werbując Bożą pomoc, swą zbawienną radą stłumił płomienie tego strasznego niebezpieczeństwa. W rezultacie przywrócono pokój między królami i narodami, a zamiast dalszego rozlewu krwi królowi Egfrytowi wypłacono zwyczajowe odszkodowanie za śmierć jego brata.
Æthelred ponownie objął Lindsey po bitwie; tym razem zmiana kontroli była trwała, a Lindsey pozostała częścią Mercji aż do inwazji wikingów w IX wieku, która spowodowała znaczne zmiany na mapach Anglii. Konflikt między Nortumbrią a Mercją nie ustał całkowicie po tej dacie: szkockie kroniki odnotowują, że Aethelbald, król Mercji z VIII wieku, spustoszył terytorium Nortumbrii w 740 r., Podczas gdy król Eadbert z Nortumbrii był nieobecny, walcząc z Piktami. Jednak bitwa nad rzeką Trent skutecznie zakończyła zaangażowanie Nortumbrii w południowej Wielkiej Brytanii.
Konflikt między biskupem Wilfrydem z Yorku a kościołem i świeckim establishmentem doprowadził do wydalenia Wilfryda z Nortumbrii i podziału jego rozległej diecezji, a Æthelred stanął po stronie Egfryta przeciwko Wilfrydowi. Po śmierci Egfryta w 685 arcybiskup Teodor zaaranżował pojednanie między Wilfrydem i Aldfrithem, następcą Egfryta, ale w 692 Aldfrith i Wilfryd pokłócili się i Wilfryd udał się na wygnanie do Mercji. Æthelred poparł teraz Wilfryda, czyniąc go biskupem Middle Angles i broniąc go na soborze w Austerfield około 702 r., kiedy Wilfryd argumentował swoją sprawę przed zgromadzeniem biskupów pod przewodnictwem arcybiskupa Bertwalda z Canterbury. Poparcie Æthelreda dla Wilfryda wplątało go w spór zarówno z Canterbury, jak i Nortumbrią, i nie jest jasne, jaki był jego motyw, chociaż może mieć znaczenie fakt, że niektóre klasztory Wilfryda znajdowały się na terytorium Mercji.

## Południowe królestwa
Dwa statuty z 681 pokazują, że Æthelred przyznał ziemię w pobliżu Tetbury, na dzisiejszej granicy między Gloucestershire i Wiltshire. Może to wskazywać, że Æthelred był w stanie rozszerzyć wpływy Mercjan dalej na terytorium Sasów Zachodnich, tak jak zrobił to przed nim Wulfhere. Zachodni Saksoni zdołali dokonać znaczącego odrodzenia militarnego pod rządami Cædwalla, króla Wessex od około 685 do 688 r., ale kiedy Cædwalla wyruszył z pielgrzymką do Rzymu, mogło dojść do wewnętrznych konfliktów, zanim Ine, jego następca, objął tron. Cædwalla z powodzeniem podbił królestwa Sussex i Kent, a jego abdykacja mogła przyczynić się do niespokojnej historii południowego wschodu w ciągu następnych kilku lat. W Kent Oswin pojawił się jako król, choć tylko we wschodniej części królestwa; zachodnią częścią królestwa rządził Swæfheard, syn Sebbi, króla Essex. Możliwe, że Æthelred udzielił wsparcia zarówno Swæfheardowi, jak i Oswinowi; dla każdego króla przetrwał statut, w którym Æthelred potwierdza nadania ziemi, których dokonali w Kent, a inwazja Æthelreda na Kent w 676 r. wskazuje na jego sprzeciw wobec tradycyjnego rodu królewskiego w Kent. Interesujący jest również statut Swæfhearda z 691 r., Ponieważ wskazuje, że Æthelred najechał Kent; sugerowano, że Æthelred zamierzał umieścić Wilfryda na tronie arcybiskupa w Canterbury, ale jeśli tak, to mu się nie udało. Alternatywnie, Æthelred mógł potrzebować pomocy w Kent ze strony wschodnich Sasów, którzy do tego czasu mogli być niezależni od Mercji przez dekadę lub dłużej. Wschodni Sasi powrócili w rejony Mercjan w ciągu następnych kilku lat: statut Æthelreda, datowany na lata 693-704, pokazuje, jak nadał ziemię biskupowi Londynu Wealdhere, aw 704 Æthelred zgodził się na dotację udzieloną przez Swæfheard. Ten ostatni statut wydaje się również wskazywać, że Mercjanie ustanowili comes, czyli lokalnego urzędnika, w celu ochrony ich interesów.
Pomimo tych dowodów zaangażowania Mercjan na południowym wschodzie, niewiele wskazuje na to, że Æthelred miał ambicje ekspansjonistyczne na południu. Rosnąca siła zachodnich Sasów pod rządami Cædwalla i Ine ograniczyłaby możliwości Mercjan w tym kierunku. Nortumbryjczycy nie rozpraszali już uwagi; byli powstrzymywani na północ od Humber od czasu bitwy nad Trentem i stali się jeszcze mniejszym zagrożeniem po ich katastrofalnej klęsce w 685 roku z rąk Piktów. Możliwym wyjaśnieniem jest to, że Æthelred był zajęty wojną z Walijczykami. W tym samym czasie Hwicce wszedł bardziej zdecydowanie w rejony Mercjan. Ostatnim władcą Hwicce, który przyjął tytuł króla, był Oshere, który zmarł w 685 roku; ale od połowy lat siedemdziesiątych VII wieku zabiegał o zgodę Æthelreda na swoje dotacje, a Æthelred uważał go za podkróla. Dalsze dowody zaangażowania Æthelreda wśród Hwicce pochodzą ze statutu, w którym przyznaje on ziemię dla pastora w Gloucestershire na terytorium Hwicce; ogólnie uważa się, że statut jest sfabrykowany, ale wydaje się, że jest oparty na autentycznym wcześniejszym źródle.

## Abdykacja i ostatnie lata
Ostryt została zamordowana w 697 z nieznanych powodów; według Bedy za morderstwo odpowiedzialny był „jej własny lud, wodzowie Mercjan”. Beda odnotowuje, że śmierć Peady czterdzieści lat wcześniej wynikała „ze zdrady, jak mówi się, jego własnej żony”; Żoną Peady była Ealhflæd, siostra Ostryt. Stąd morderstwo Ostryt mogło być zemstą za zabójstwo Peady, chociaż zostało również zinterpretowane bardziej bezpośrednio jako oznaka ciągłej wrogości między Nortumbrią a Mercją. Ostryt została pochowana w Bardney w Lindsey, klasztorze, w którym za jej namową przechowywano i czczono relikwie jej wuja, Oswalda z Nortumbrii chociaż istnieją również dowody na opór w Bardney wobec kultu Oswalda wskazuje na złe stosunki między dwoma królestwami.
W 704 Æthelred abdykował, aby zostać mnichem i opatem w Bardney, pozostawiając królestwo swojemu siostrzeńcowi Cenredowi. Władcy Mercjan z VII wieku często patronowali placówkom religijnym poza centrum Mercji, być może w celu zdobycia poparcia w odległych prowincjach. Zainteresowanie Æthelreda i Ostryt Bardneyem jest zgodne z tym wzorcem. Zachęcanie do kultu świętych królewskich na obszarach poza centralnymi ziemiami Mercjan również wydaje się być celową polityką, a zarówno Æthelred, jak i Ostryt byli później czczeni jako święci w Bardney. Wygląda na to, że Æthelred nadal miał wpływy w królestwie po swojej abdykacji: fragment z Vita Sancti Wilfrithi autorstwa Stefana z Ripon pokazuje, że Æthelred wzywa do siebie Coenreda i radzi mu, aby zawarł pokój z Wilfrydem. Data śmierci Æthelreda nie jest odnotowana; choć wiadomo, że został pochowany w Bardney.
Æthelred miał co najmniej jednego syna, Ceolreda. Według XIII-wiecznej Chronicon Abbatiae de Evesham Ceolred nie był synem Ostryt, chociaż nie wymienia matki Ceolreda, a zdaniem historyka Ann Williams może to oznaczać, że Æthelred ożenił się ponownie po śmierci Ostryt. Jednak Susan Kelly twierdzi, że Ostryt była „najprawdopodobniej (choć nie na pewno)” matką Ceolreda. Ceolred wstąpił na tron w 709 r., po abdykacji Coenreda w 709 r., aby udać się na pielgrzymkę do Rzymu. Jedna wersja list królów Mercji przedstawia króla imieniem Ceolwald panującego po Ceolredzie i jest możliwe, że Ceolwald, jeśli istniał, był również synem Æthelreda.